# Wellston (Ohio)
Wellston è una città degli Stati Uniti d'America, situata nello Stato dell'Ohio, nella contea di Jackson.